# 5 000 mètres masculin aux championnats du monde d'athlétisme 2005
Navigation
Paris 2003 Osaka 2007
L'épreuve du 5 000 mètres masculin des championnats du monde d'athlétisme 2005 s'est déroulée les 11 et 14 août 2005 dans le Stade olympique d'Helsinki, en Finlande. Elle est remportée par le Kényan Benjamin Limo.

## Résultats

### Finale
| Rang               | Athlète                   | Pays            | Temps          | Notes |
| ------------------ | ------------------------- | --------------- | -------------- | ----- |
| Médaille d'or      | Benjamin Limo             | Kenya           | 13 min 32 s 55 |       |
| Médaille d'argent  | Sileshi Sihine            | Éthiopie        | 13 min 32 s 81 |       |
| Médaille de bronze | Craig Mottram             | Australie       | 13 min 32 s 96 |       |
| 4                  | Eliud Kipchoge            | Kenya           | 13 min 33 s 04 |       |
| 5                  | Ali Saïdi-Sief            | Algérie         | 13 min 33 s 25 |       |
| 6                  | John Kibowen              | Kenya           | 13 min 33 s 77 |       |
| 7                  | Tariku Bekele             | Éthiopie        | 13 min 34 s 76 |       |
| 8                  | Dejene Berhanu            | Éthiopie        | 13 min 34 s 98 |       |
| 9                  | Moukheld Al-Outaibi       | Arabie saoudite | 13 min 35 s 29 |       |
| 10                 | Isaac Kiprono Songok      | Kenya           | 13 min 37 s 10 |       |
| 11                 | Boniface Kiprop Toroitich | Ouganda         | 13 min 37 s 73 |       |
| 12                 | Marius Bakken             | Norvège         | 13 min 38 s 63 |       |
| 13                 | James Kwalia C'Kurui      | Qatar           | 13 min 38 s 90 |       |
| 14                 | Zersenay Tadese           | Érythrée        | 13 min 40 s 27 |       |
| 15                 | Fabiano Joseph Naasi      | Tanzanie        | 13 min 42 s 50 |       |

## Légende
Records et Performances
- AR : Record continental (area record)
- CR : Record des championnats (championship record)
- MR : Record du meeting (meet record)
- NR : Record national (national record)
- OR : Record olympique (olympic record)
- PR : Record paralympique (paralympic record)
- PB : Record personnel (personal best)
- SB : Meilleure performance personnelle de la saison (season's best)
- WL : Meilleure performance mondiale de l'année (world leader)
- WJR : Record du monde junior (world junior record)
- WR : Record du monde (world record)

Circonstances et Conditions
- DNF : N'a pas terminé (did not finish)
- DNS : N'a pas pris le départ (did not start)
- DQ : Disqualification (disqualification)
- NM : Aucun essai valable enregistré (No Mark)
- Q : Qualifié « directement » au prochain tour (ou à la prochaine compétition), lors d'une compétition majeure, grâce au classement ou à la réalisation des minima (automatic qualifier)
- q : Qualifié au prochain tour (ou à la prochaine compétition), lors d'une compétition majeure, grâce au repêchage ou à la réalisation de l'une des meilleures performances parmi celles des « non qualifiés directement » (grâce au meilleur temps ou à la meilleure distance par exemple) (secondary qualifier)